# Zonampanel
Zonampanel (INN, kodni naziv YM872) je lek koji je derivat hinoksalindiona i kompetitivni antagonist AMPA receptora koji su istraživali Yamanouchi/Astellas Pharma kao neuroprotektivni lek za lečenje ishemijskog moždanog udara, ali nikada nisu kompletirana klinička ispitivanja. U kliničkim ispitivanjima, zonampanel je izazvao ozbiljne neželjene efekte uključujući halucinacije, agitaciju i katatoniju kod pacijenata, što je rezultiralo ranim prekidom ispitivanja.